# Валерія Маркес
Валерія Маркес (англ. Valeria Marquez нар. 2004, Альмерія, Іспанія)— іспанська гімнастка, що виступає в груповій першості. Срібна призерка чемпіонату Європи.

## Результати на турнірах
| Рік                | Змагання           | Команда            | ГП                 | 5                  | 5                  |
| Юніорські змагання | Юніорські змагання | Юніорські змагання | Юніорські змагання | Юніорські змагання | Юніорські змагання |
| ------------------ | ------------------ | ------------------ | ------------------ | ------------------ | ------------------ |
| 2019               | Чемпіонат світу    | 7                  | 5                  | 5                  | 4                  |
| Дорослі змагання   |                    |                    |                    |                    |                    |
| Рік                | Змагання           | Команда            | ГП                 | 5                  | 4 + 3              |
| 2021               | Чемпіонат світу    |                    | 12                 | 12                 | 5                  |
| Рік                | Змагання           | Команда            | ГП                 | 5                  | 3 + 2              |
| 2022               | Чемпіонат Європи   | 6                  | 5                  | 5                  | 2                  |
| 2022               | Чемпіонат світу    | 3                  | 3                  | 3                  | 5                  |